# 日本良導絡自律神経学会
日本良導絡自律神経学会（にほんりょうどうらくじりつしんけいがっかい、Japan Society of Ryodoraku Medicine）とは、1960年に設立した学術団体である。事務局は関西医療大学内にある。

## 概要
主な医療行為は鍼灸であるが、その解釈（理解）は現代医学（特に神経生理学）を基本にして科学的研究を行うことを目的とし、研究領域を「良導絡医学または良導絡自律神経学」と称し、鍼灸師も医師も同数とし、東洋医学、西洋医学の融合などを目指している。国際的鍼灸医学協議会であるICMARTにも所属している。

## 学会賞
なし

## 入会
- 鍼灸師または医師、歯科医師、良導絡経験者